# Goffredo Stabellini
Goffredo Stabellini (Formignana, 8 luglio 1925 – Parma, 23 novembre 2012) è stato un calciatore italiano.
È scomparso nel 2012 all'età di 87 anni.

## Carriera

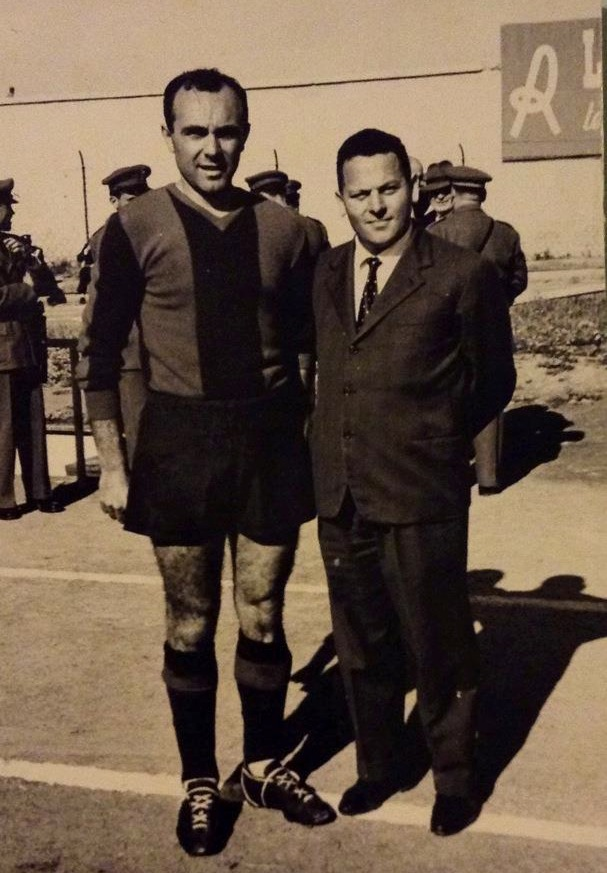
Stabellini (a sinistra) in maglia rossoblù

Calciatore ferrarese tra i pochi, assieme tra gli altri a Fabrizio Poletti e Riccardo Dalla Torre, a non aver mai giocato nella SPAL, come Poletti cresce nella Bondenese e con i matildei - che arrivarono secondi dietro il Carpi - gioca il primo campionato di Serie C del dopoguerra proveniente dalla squadra di Tresigallo con cui aveva iniziato durante la guerra. Stessa trafila per Stabellini e Fontanesi, che giungerà a Bondeno l'anno dopo, con la differenza, come detto, che per il primo l'approdo non sarà la SPAL bensì la ben più quotata Roma.
Con i giallorossi, di Krieziu e Amadei, gioca solo 4 partite in Serie A, esordendo il 22 settembre 1946 a Genova contro la Sampdoria.
Passa poi in Serie B con il Parma (in prestito) con cui gioca titolare e segna 7 reti. Attaccante con una discreta vena realizzatrice, si contraddistingue per la sua eleganza e la sua capacità anche in fase di costruzione, prova ne è che la stagione successiva, nel 1948 approda al Lecce sempre in Serie B e giocando 28 partite con solo 4 reti realizzate - quindi non riuscendo in alcun modo ad evitare la retrocessione dei salentini - viene comunque confermato anche la stagione successiva, arretrando al ruolo di interno e rimanendo a Lecce sino al 1954, ovvero per sei stagioni. Stabellini si confermerà come uno dei più fedeli calciatori in maglia giallorossa per numero di presenze.
Torna in Serie B l'anno successivo con il Taranto e con gli ionici giocherà 4 campionati, collezionando 112 presenze in Serie B e segnando 4 goal. Ormai alla soglia dei 33 anni e stabilmente arretrato al ruolo di rifinitore, viene ceduto in IV Serie alla Vis Pesaro. Con i biancorossi vince il campionato tornando in Serie C, ritirandosi successivamente nel 1963, all'età di 38 anni.
In carriera ha totalizzato complessivamente 4 presenze in Serie A e 140 presenze e 15 reti in Serie B.